# Wolodymyr Saljuk
Wolodymyr Wolodymyrowytsch Saljuk (ukrainisch Володимир Володимирович Салюк, wiss. Transliteration Volodymyr Volodymyrovyč Saljuk; * 25. Juni 2002 in Odessa) ist ein ukrainischer Fußballspieler.

## Karriere

### Verein
Nachdem er in seiner Jugend bis August 2018 für Tschornomorez Odessa gespielt hatte, wechselte Saljuk aus der dortigen U17 zu Athletic Club Odessa. Im März 2021 schloss er sich Balkany Sorja an, mit welchen er dann in der Zweiten Liga spielte. Im Sommer 2022 kehrte er zu seinem ehemaligen Jugendklub Tschornomorez zurück, wo er nun Teil der ersten Mannschaft wurde und sich den Status eines Stammspielers erspielte.

### Nationalmannschaft
Seit Juni 2023 ist er für die ukrainische U21-Nationalmannschaft aktiv und bestritt bei der Europameisterschaft 2023 das letzte Gruppenspiel gegen Spanien, welches mit 2:2 endete. Er erreichte mit seiner Mannschaft das Halbfinale, in welchem man mit 1:5 Spanien unterlag.